# María Luisa Bombal

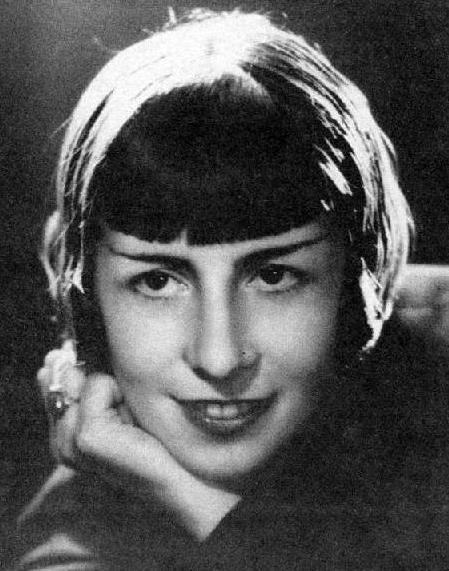
María Luisa Bombal

María Luisa Bombal (* 8. Juni 1910 in Viña del Mar, Chile; † 6. Mai 1980 in Santiago de Chile) war eine chilenische Schriftstellerin. Sie zählt zu den wenigen Autorinnen Lateinamerikas, deren Werk weltweite Beachtung gefunden hat.

## Leben
María Luisa Bombal wurde in eine gut bürgerliche Familie mit französisch- und deutschstämmigen Vorfahren hineingeboren. Ihre Kindheit sollte durch den frühen Tod ihres Vaters Martín Bombal Videla 1919 geprägt werden, was sich auch thematisch auf ihr späteres literarisches Werk auswirkte, in dem immer wieder die Suche nach einem idealen Liebhaber, einer beschützenden Männerfigur eine Rolle spielt. Bald danach begab sich die Mutter Blanca Anthes Precht mit ihren insgesamt drei Töchtern nach Paris, wo María Luisa ihre schulische Ausbildung unter anderem am Collège Notre Dame de l’Assomption und Sainte Geneviève erhielt. Am Institut für Literatur der Sorbonne studierte sie bis zu ihrer Rückkehr nach Südamerika 1931 Literatur und Philosophie. In Frankreich kam sie auch in Berührung mit den zeitgenössischen Avantgardebewegungen wie Surrealismus und Kubismus sowie mit Sigmund Freuds Psychoanalyse.
Auch nach ihrer Rückkehr in die Heimat knüpfte sie sofort wieder Kontakte mit der dortigen Avantgarde-Szene; eine entscheidende Bekanntschaft war dabei diejenige mit Pablo Neruda. Mit ihm und seiner ersten Frau zog María Luisa Bombal 1933 nach Buenos Aires, wo sie sich bis 1940 aufhielt. Angeblich schrieb sie auch ihren ersten Roman, La última niebla, auf dem Küchentisch in Pablo Nerudas Haus in Buenos Aires. Auch mit Jorge Luis Borges verband sie eine enge Freundschaft.
Nach einer unglücklichen Affäre mit dem nüchternen Geschäftsmann Eulogio Sánchez Errázuriz heiratete sie 1935 – vielleicht in einer Art Trotzreaktion – in Buenos Aires den homosexuellen Maler Jorge Larco, mit dem sie aber trotz gemeinsamer künstlerischer Interessen nicht glücklich wurde und von dem sie sich nach zwei Jahren wieder trennte. 1941 unternahm sie in Santiago de Chile einen Mordversuch auf Eulogio Sánchez, der den Anschlag aber überlebte und auf eine strafrechtliche Verfolgung verzichtete. Mit Hilfe namhafter Schriftsteller, die sich für sie einsetzten, kam María Luisa Bombal frei und wanderte in die USA aus, wo sie mit der Synchronisation nordamerikanischer Filme beschäftigt war. Allmählich machten sich Depressionen breit und auch ihr Alkoholproblem wurde immer unübersehbarer.
1944 heiratete María Luisa Bombal in New York den Wallstreet-Banker Fal de Saint Phalle y Chabannes; aus dieser Ehe stammt auch ihre einzige Tochter Brigitte, mit der sie zeit ihres Lebens eine sehr problematische Beziehung haben sollte. Zwei Jahre nach dem Tod ihres zweiten Gatten übersiedelte María Luisa Bombal 1971 nach Buenos Aires zu ihrer Schwester Blanca; kurz vor der Machtergreifung Augusto Pinochets zog sie 1973 schließlich zu ihrer Mutter nach Viña del Mar. Diese letzte Lebensphase war von wirtschaftlichen Schwierigkeiten und ständigen gesundheitlichen Problemen gekennzeichnet. Sie starb schließlich 1980 in Santiago de Chile.

## Preise und Auszeichnungen
- 1974 Premio Ricardo Latcham (PEN-Club de Chile)
- 1977 Premio Academia Chilena de la Lengua
- 1978 Premio Joaquín Edwards Bello

## Werk
Das Werk von María Luisa Bombal ist in Chile selbst – auch aus politischen Gründen – nicht ganz unumstritten; stets wird ihr vorgehalten, dass sie in ihren späten Jahren eine gewisse Sympathie für die Pinochet-Diktatur erkennen ließ. Auch konnte sie nach ihrer psychischen Krise der vierziger Jahre nie mehr den Einfallsreichtum erreichen, der ihr Frühwerk auszeichnete. An diesem sind insbesondere die poetische Qualität und die ungewöhnlichen, in existenziellen Krisensituationen befindlichen Frauenfiguren hervorzuheben. Im Kontext der dreißiger Jahre des 20. Jahrhunderts, als in Chile der Criollismo und Mundonovismo mit ihrer kruden, naturalistischen Schreibweise vorherrschten, stellt María Luisa Bombals eher zur fantastischen Literatur tendierendes Werk sicherlich eine Ausnahmeerscheinung dar. Mit Juan Rulfo wird sie nicht nur wegen des schmalen Werkumfangs verglichen, sondern auch, weil in ihrer Erzählung La amortajada zum ersten Mal in der lateinamerikanischen Literatur aus der Perspektive einer bereits Toten, eben der „Frau im Leichtentuch“,  erzählt wird.

### Gesamtausgabe
- (1996), Obras completas (Introducción y recopilación: Lucía Guerra). Barcelona/Buenos Aires/México/Santiago de Chile: Editorial Andrés Bello.

### Romane und Erzählungen
- (1935) La última niebla (Prólogo de Amado Alonso). Buenos Aires: Editorial Colombo. Neuere Ausgabe: Prólogo de Alfonso Calderón. Ed. Especial. Santiago de Chile: Edit. Universitaria, 1992 (Colección V. Centenario Chile). (dt.: Der letzte Nebel)
- (1938) La amortajada. Buenos Aires: Editorial „Sur“. Neuere Ausgabe: Santiago de Chile: Edit. Universitaria, 1992 (Col. Los Contemporáneos).
- (1939) El árbol, in: Sur (Buenos Aires), No. 60 (Sept.), S. 20–30.
- (1939) Las islas nuevas, in: Sur (Buenos Aires), No. 53 (Februar), S. 13–34. (dt.: Die neuen Inseln)
- (1940) Mar, cielo y tierra, in: Saber vivir (Buenos Aires), No. 1 (August), S. 34–35.
- (1946) La historia de María Griselda, in: Norte No. 10 (August), S. 34–35; 48–54. Neuere Ausgabe: (Presentación de Sara Vial). 2ª ed., Valparaíso: Ediciones Universitarias, 1977.
- (1960) La maja y el ruiseñor, in: Revista Viña del Mar, No. 7 (Januar), S. 8–12.

### Deutsche Ausgabe
- Die neuen Inseln. Erzählungen. Aus dem Spanischen übertragen und mit einem Nachwort versehen von Thomas Brons. Frankfurt a. M./Berlin: Ullstein Verlag, 1986. ISBN 3-548-30184-3